# 技術士事務所
技術士事務所（ぎじゅつしじむしょ）とは、国家資格者である技術士が所属している職場。技術士を規定する技術士法では、技術士が技術士登録を行う際に、所属する職場を技術士事務所として届出するといった、建築士でいう建築士事務所と同様の手続きを執る。
技術士が個人で開業、職場を主宰する場合に「技術士事務所」の名称が使用される場合も多い。

## 技術士事務所の分類と登録
技術士事務所とは、技術士法施行規則で定められた技術士登録を行う際に、「自ら業務を営むときの事務所」として記載する「屋号」のこと。

### 技術士事務所の登録
技術士法施行規則第十四条で定められている。
企業に在籍して技術士業務を行う場合
いわゆる「企業内技術士」であり、将来独立起業を目指すか、生涯企業に勤めるつもりかは問わない。この場合は、在籍する職場を「事務所」として登録する。その際に勤務先からの同意書、及び 事務所として登録する会社等による証明書が必要である。
企業に在籍しながら副業として技術士業務を行う場合
企業等の組織に在籍しながら、週末にはコンサルティングを行う等の活動は所属先の就業規則で定められた内容に違いがある。この場合は所属先の同意書が必要である。
もっぱら本業として技術士業務を行う場合
狭義の技術士事務所がこれである。技術士を職業とするケースであり、自分自身が雇用主なので、同意書も証明書も不要である。

### 技術士登録申請
技術士登録申請書（様式第五）には、「自ら業務を営むときの事務所」あるいは「他に勤務するときの事務所」のいずれかに「名称」と「所在地」を記載する必要があります。前者の記載例には、〇〇技術士事務所と書かれている。
名称には「屋号」を記載する旨の指示は無いので、本名を書いても構わないが、多くの方が屋号（この場合は「商号」）を記載している。個人事業主が業務を行う際に、個人の立場なのか、事業主の立場なのかを区別する必要性に迫られることがある。法人と異なり、個人事業は個人名でも営むことは可能だが、事業主であることを明示的に表現したい場合は屋号が便利である。